# Mines de rien
Pour la comédie française de 2019, voir Mine de rien.
Pour plus de détails, voir Fiche technique et Distribution.
Mines de rien (titre original : The Bank Dick) est un film américain réalisé par Edward F. Cline, sorti en 1940.

## Synopsis
Egbert Sousé est pris par inadvertance pour celui qui a permis l'arrestation d'un braqueur de banque. Plutôt que de démentir, il se vante de son coup d'éclat imaginaire. En remerciement, le directeur de la banque lui offre un poste de gardien.
Dans un bar, il rencontre un escroc qui lui propose d'acheter des actions, en lui faisant miroiter des grains considérables et une vie de rentier. De retour à la banque, il en parle à Og Oggilby, le fiancé de sa fille qui travaille au même endroit. Egbert le pousse a acheter ces actions, sans même attendre sa prime de cinq cents dollars qui lui sera versé dans quatre jours, en détournant l'argent nécessaire de la banque. Ils se rendent compte trop tard de l'arnaque.
Un contrôleur de banque se présente dans la journée, pour vérifier les comptes. Egbert fait alors en sorte d'empêcher le contrôleur de faire son travail pendant au moins quatre jours, le temps qu'Og touche sa prime et rembourse la banque. Mais il n'arrive qu'à repousser le contrôle d'une journée. Pendant la vérification, Egbert se rend compte que les actions ont pris de la valeur contre toute attente. Og s'apprête alors à rendre l'argent à la banque, mais un braqueur vient dérober de l'argent, et emporte également les actions. Il prend Egbert en otage, qui conduit alors la voiture du braqueur.
Une poursuite avec les policiers s'engage. Le braqueur est assommé par accident, et la course poursuite se termine. Le braqueur étant déjà recherché pour d'autres affaires, Egbert touche alors la récompense de cinq mille dollars offerte pour la capture.
Finalement, Egbert déménage avec sa famille dans une maison luxueuse.

## Fiche technique
- Titre : Mines de rien
- Titre original : The Bank Dick
- Réalisation : Edward F. Cline
- Scénario : W. C. Fields
- Production : Cliff Work
- Société de production : Universal Pictures
- Photographie : Milton R. Krasner
- Montage : Arthur Hilton
- Pays d'origine : États-Unis
- Langue originale : anglais
- Format : noir et blanc - 1,37:1 - mono
- Genre : comédie
- Durée : 72 minutes
- Date de sortie : 1940

## Distribution
- W. C. Fields : Egbert Sousé
- Cora Witherspoon : Agatha Sousé
- Una Merkel : Myrtle Sousé

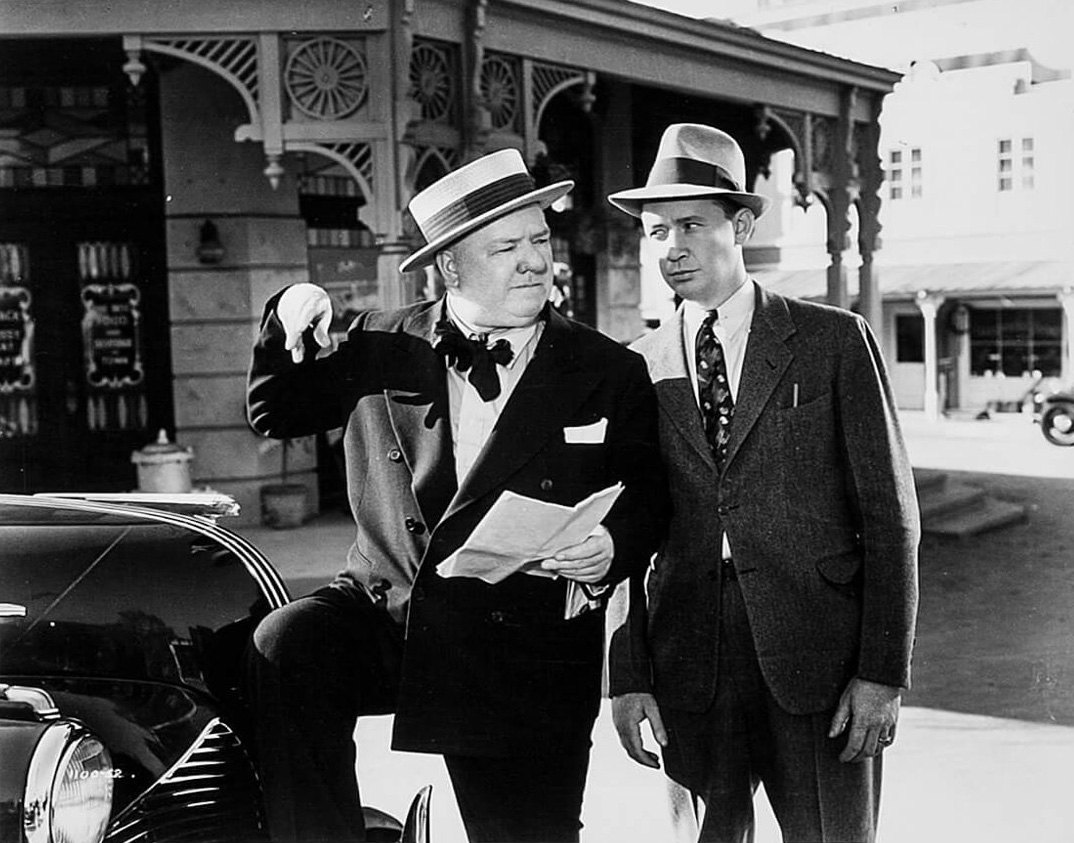
W. C. Fields dans une scène du film.

- Evelyn Del Rio : Elsie Mae Adele Brunch Sousé
- Jessie Ralph : madame Hermisillo Brunch
- Franklin Pangborn : J. Pinkerton Snoopington
- Shemp Howard : Joe Guelpe, barman
- Dick Purcell : Mackley Q. Greene
- Grady Sutton : Og Oggilby
- Russell Hicks : J. Frothingham Waterbury
- Reed Hadley : François
- Margaret Seddon (non créditée) : la vieille dame dans le bus